# The Way I Mate
A The Way I Mate című dal a svéd Rednex zenekar első kimásolt kislemeze a Farm Out című albumról. A dal videóklipje VHS kazettán is megjelent promóciós célból.

## Megjelenések
CD Maxi  Európa Jive – 9250062
1. The Way I Mate (Single Version)	3:47
2. The Way I Mate (Extended Version) 6:57
3. The Way I Mate (Rally Remix) 5:12 Remix – Sezam
4. The Way I Mate (Humping Stompin' Remix) 6:47 Remix – DJ Everglade
5. The Way I Mate (Karaoke D.I.Y.)	3:46

## Slágerlista
| Slágerlista (1999)               | Legjobb helyezés |
| -------------------------------- | ---------------- |
| Ausztria Austrian Singles Chart  | 22               |
| Hollandia Dutch Singles Chart    | 58               |
| Svédország Swedish Singles Chart | 7                |
| Svájc Swiss Singles Chart        | 37               |

## Külső hivatkozások
- A dal szövege[8]